# Синяковцы
Синяковцы (укр. Синяківці) — село в Дунаевецком районе Хмельницкой области Украины.
Население по переписи 2001 года составляло 314 человек. Почтовый индекс — 32437. Телефонный код — 3858. Занимает площадь 1,814 км². Код КОАТУУ — 6821885303.

## Местный совет
32427, Хмельницкая обл., Дунаевецкий р-н, с. Малая Кужелевка, ул. Подольская, 37